# Перекрёсток (фильм, 1928)
«Перекрёсток» (яп. 十字路, дзюдзиро; англ. Crossroads) — немой фильм режиссёра Тэйноскэ Кинугаса, вышедший на экраны в 1928 году. Первый фильм японского кинематографа, показанный в коммерческом прокате в некоторых европейских странах и США.

## Сюжет
Действие фильма разворачивается в Токио XVIII века. Главные герои — брат и сестра. Брат дрался на дуэли из-за гейши по имени О-умэ. Тяжело раненый он возвращается домой, где его встречает сестра Окику. Сестра начинает ухаживать за больным братом, фактически становясь ему сиделкой. Как только его здоровье пойдёт на поправку, он побежит к О-уме, но найдёт её в объятиях того человека, кого предполагал убитым им на дуэли. В ходе потасовки противник бросает ему в лицо пепел и ослепляет его. Ни он, ни его сестра не могут себе позволить нанять врача для лечения. В то время как у брата начинается лихорадка, Окику пытается заработать деньги на его лечение, торгуя своим телом, но ей приходится в силу обстоятельств убить полицейского, пришедшего в их дом и пытавшегося её изнасиловать. А у брата в это время улучшается состояние и он начинает видеть. Но он вновь идёт к О-уме и, увидев там опять ненавистного противника,  падает замертво. Фильм заканчивается сценой, где Окику ждёт на перекрёстке своего брата, не зная ещё, что он уже не придёт никогда.

## В ролях
- Акико Тихая — Окику
- Дзюноскэ Бандо — Рикия, её младший брат
- Мисао Сэки — землевладелец
- Ёсиэ Накагава — сводница
- Юкико Огава — женщина у стрельбища
- Минору Такасэ — (в титрах — Иппэй Сома) мужчина с тростью констебля
- Теруко Сандзё — О-умэ, гейша
- Кэйноскэ Савада — (в титрах — Мьётиро Осава) соперник брата в драке
- Кадзуо Хасэгава

## О фильме
После провала в коммерческом прокате предыдущей ленты «Страница безумия», слишком сложной для восприятия массовой аудиторией, режиссёр Тэйноскэ Кинугаса решил компенсировать часть своих долгов, сделав более коммерческий фильм. И хотя «Перекрёсток» имел больший успех, чем «Страница безумия», всё же чисто коммерческим проектом его назвать трудно. Очень новаторский фильм по своей изобразительности для японского кино того времени, сделанный с использованием множества крупных планов (как в японском кино тогда не снимали) и использованием необычного монтажа. Кинугаса вдохновлялся работами европейских режиссёров, в особенности сильно влияние немецких мастеров экрана того периода Вине и Мурнау. Не удивительно, что «Перекрёсток» был первым японским кинофильмом, закупленным для проката в ряде европейских стран и США.
Съёмки по преимуществу были ночными, для создания особой экспрессионистской визуальной атмосферы киноленты.

## Премьеры
- — 11 мая 1928 года состоялась национальная премьера фильма в Токио[2].
- — европейская премьера фильма состоялась 29 октября 1929 года в Лиссабоне (Португалия)[2].
- — 4 июля 1930 года состоялась американская премьера фильма в Нью-Йорке[2].